# Acetamida

Acetamida ou etanamida é a amida do ácido acético, de fórmula química CH3CONH2.